# Kurt Wiese
Kurt Wiese (* 22. April 1887 in Minden; † 27. Mai 1974 in Idell, New Jersey) war ein deutschstämmiger Illustrator, der ungefähr 300 Kinderbücher illustriert hat. 
Er ging im Rahmen seiner kaufmännischen Ausbildung nach China, wo er während des Ersten Weltkrieges in Gefangenschaft geriet. Viele seiner Illustrationen sind daher chinesisch geprägt. U. a. illustrierte er die „Freddy Books“ mit der Hauptfigur Schweinchen Freddy. 1927 emigrierte er in die USA, heiratete dort Gertrude Hansen und ließ sich in New Jersey nieder, wo er bis zu seinem Tode eine Farm bewirtschaftete.

## Werke (Auswahl)
- Langohrs Jagdabenteuer. 6 heitere Begebenheiten aus heißen u. kalten Zonen in Bildern u. Versen. Dt. Buchwerkstätten, Dresden 1922.
- The Story about Ping. Puffin Books Verlag, August 1977, ISBN 0-14-050241-6.
- Five Chinese Bros. Verlag: Putnam Publishing Group, Oktober 1988, ISBN 0-399-23319-9.
- Freddy the Detective. Verlag: Overlook Press, Reprint Juni 2001, ISBN 0-14-131234-3.
- Freddy the Cowboy. Verlag: Overlook Press, April 2002, ISBN 1-58567-225-4.
- Freddy Rides Again. Verlag: Overlook Press, Juni 2002, ISBN 1-58567-268-8.